# Tiye (tjugonde dynastin)
Tiye var en kunglig bihustru under Egyptens tjugonde dynasti.  Hon var gift med farao Ramses III, med vilken hon hade en son, Pentawer. 
Hon är känd för sitt deltagande i den så kallade haremkonspirationen, där en hovkamarilla planerade att mörda faraon och ersätta honom med Tiyes son istället för tronföljaren, den senare Ramses IV, som han hade med drottning Tyti.  Attentatet på faraon lyckades, men konspiratörerna misslyckades med den andra halvan av planen, och kronprinsen lyckades säkra tronen och förhindra Pentawers tronbestigning. De inblandade blev antingen avrättade genom att brännas till döds, eller genom att tvingas begå självmord, så som prins Pentawer. Det är okänt om Tiye avrättades och hur det i så fall gick till. 